# Municipio de Rockford (Illinois)
El municipio de Rockford (en inglés: Rockford Township) es un municipio ubicado en el condado de Winnebago en el estado estadounidense de Illinois. En el año 2010 tenía una población de 178527 habitantes y una densidad poblacional de 610,92 personas por km².

## Geografía
El municipio de Rockford se encuentra ubicado en las coordenadas 42°14′55″N 89°4′28″O / 42.24861, -89.07444. Según la Oficina del Censo de los Estados Unidos, el municipio tiene una superficie total de 292.23 km², de la cual 287.38 km² corresponden a tierra firme y (1.66%) 4.84 km² es agua.

## Demografía
Según el censo de 2010, había 178527 personas residiendo en el municipio de Rockford. La densidad de población era de 610,92 hab./km². De los 178527 habitantes, el municipio de Rockford estaba compuesto por el 69.4% blancos, el 17.73% eran afroamericanos, el 0.39% eran amerindios, el 2.57% eran asiáticos, el 0.03% eran isleños del Pacífico, el 6.52% eran de otras razas y el 3.37% pertenecían a dos o más razas. Del total de la población el 14.06% eran hispanos o latinos de cualquier raza.